# Nobody but You
Nobody but You è un singolo del cantante austriaco Cesár Sampson, scritto e composto da Boris Milanov, Sebastian Arman, Joacim Perssone e Johan Alkenäs, pubblicato il 9 marzo 2018 su etichetta Symphonix Music.
Il 5 dicembre 2017 l'ente radiotelevisivo austriaco ORF ha confermato di avere selezionato internamente Cesár Sampson per rappresentare l'Austria all'Eurovision Song Contest 2018. Il brano con cui ha rappresentato l'Austria sul palco dell'Eurovision, Nobody but You, è stato confermato il 7 dicembre 2017 ed è stato presentato il 9 marzo 2018. Il brano è stato presentato tramite video musicale e ha rappresentato l'Austria all'Eurovision Song Contest 2018, a Lisbona, in Portogallo.
Il brano ha gareggiato nella prima semifinale dell'8 maggio 2018, competendo con altri 18 artisti per uno dei dieci posti nella finale del 12 maggio.

## Tracce
Download digitale
1. Nobody but You – 3:03

## Classifiche
| Classifica (2017) | Posizione massima |
| ----------------- | ----------------- |
| Estonia           | 9                 |